# MS-64 (mina)
SM-64 – mina przeciwtransportowa stosowana między innymi w Wojsku Polskim.

## Charakterystyka
Przeznaczenie
Miny przeciwtransportowe MS-64 są przeznaczone do minowania dróg i obiektów drogowych w ścisłym powiązaniu z niszczeniami w celu zadania strat nieprzyjacielowi w środkach transportowych i sile żywej oraz utrudnienia jego ruchu. Ustawia się je przede wszystkim na trudnych do objazdu odcinkach dróg (cieśninach, nasypach, wykopach) wiodących przez lasy, bagna, osiedla, oraz na ich skrzyżowaniach. 
Budowa
Mina MS-64 składa się z kadłuba z blachy stalowej, w którym w górnej części jest gniazdo na zapalnik. W bocznej czołowej ściance znajduje się drugi otwór na dodatkowy zapalnik mechaniczny lub elektryczny. Na bocznych ściankach kadłuba są umieszczone cztery sworznie, na które nakłada się pokrywę naciskową oraz dwa łączniki do łączenia kadłubów min w ładunek wydłużony. Pokrywa naciskowa ma otwór zakręcany korkiem, pod którym jest umieszczony bezpiecznik. Pod pokrywą naciskową jest wkładka z tworzywa sztucznego, utrzymująca pokrywę w górnym położeniu. Do uzbrojenia miny stosuje się zapalnik MUND-62 z zapałem MD-5M lub zapalnik elektryczny.
Działanie miny
Mina MS-64 wybucha pod wpływem nacisku koła (gąsienicy) pojazdu na górną powierzchnię pokrywy naciskowej. Pokrywa, przesuwając się w dół, korkiem naciska na główkę mechanizmu uderzeniowego zapalnika i zwalnia iglicę. Zwolniona iglica uderza w spłonkę zapału i za pośrednictwem detonatora pośredniego powoduje wybuch miny.